# Делніца (Сучава)
Делніца (рум. Delnița) — село у повіті Сучава в Румунії. Входить до складу комуни Фунду-Молдовей.
Село розташоване на відстані 349 км на північ від Бухареста, 72 км на захід від Сучави.

## Населення
За даними перепису населення 2002 року у селі проживали 107 осіб, з них 106 осіб (99,1%) румунів. Рідною мовою 106 осіб (99,1%) назвали румунську.